# Julia Lajos
Juliana Julia Lajo Martín (Villagarcía de Campos, 24 de febrero de 1895-Madrid, 21 de junio de 1963) fue una actriz española.

## Biografía
Nacida en la localidad vallisoletana de Villagarcía de Campos el 24 de febrero de 1895. Siendo hija de Mateo Lajo Santamaría y de Jesusa Martín López, originarios de Velliza y de Villabrágima, en Valladolid. Debutó sobre un escenario con la obra Don Juan Tenorio, en 1909 en la Compañía de Teatro de Gómez Ferrer. Se iniciaba de ese modo una larga trayectoria en el teatro español, fundamentalmente en papeles cómicos, deudores de su aspecto físico grueso y amable, y su acreditada capacidad humorística. En los años 1940 formó su propia compañía.
Su paso por el cine comenzó en 1926, con La malcasada, de Francisco Gómez-Hidalgo. Especialmente activa durante la década de 1940, interpretó sobre todo papeles secundarios con registros en muchas ocasiones también cómicos. Destacada fue su colaboración con Edgar Neville. Falleció en Madrid el 21 de junio de 1963.

## Filmografía (selección)
- Rápteme usted (1940), de Julio de Fleischner.
- Éramos siete a la mesa (1942), de Florián Rey.
- Café de París (1943), de Edgar Neville.
- Se vende un palacio (1943), de Ladislao Vajda.
- Rosas de otoño (1943), de Juan de Orduña.
- La torre de los siete jorobados (1944), de Edgar Neville.
- Orosia (1944), de Florián Rey.
- La vida empieza a medianoche (1944), de Juan de Orduña.
- El camino de Babel (1945), de Jerónimo Mihura Santos.
- La vida en un hilo (1945), de Edgar Neville.
- Domingo de carnaval (1945), de Edgar Neville.
- Cinco lobitos (1945), de Ladislao Vajda.
- Un hombre de negocios (1945), de Luis Lucia.
- Chantaje de Antonio de Obregón.
- El crimen de la calle de Bordadores (1946), de Edgar Neville.
- Don Quijote de la Mancha (1947), de Rafael Gil.
- La fe (1947), de Rafael Gil.
- Dos cuentos para dos (1947), de Luis Lucia.
- Dulcinea, de Luis Arroyo.
- Una mujer cualquiera (1949), de Rafael Gil.
- La Revoltosa (1949), de José Díaz Morales.
- Teatro Apolo (1950), de Rafael Gil
- Mi adorado Juan (1950) de Jerónimo Mihura
- El último caballo (1950), de Edgar Neville.
- Servicio en la mar (1951), de Luis Suárez de Lezo.
- Doña Francisquita (1953), de Ladislao Vajda.
- Novio a la vista (1953), de Luis García Berlanga.
- Nadie lo sabrá (1953), de Ramón Torrado.
- Malvaloca (1954), de Ramón Torrado.
- El canto del gallo (1955), de Rafael Gil.

## Teatro (selección)
- El proceso de Mary Dugan (1929), de Bayard Veiller.
- Mi distinguida familia (1932), de Enrique Suárez de Deza.
- Angelina o el honor de un brigadier (1934), de Enrique Jardiel Poncela.
- Carlo Monte en Monte Carlo (1939), de Enrique Jardiel Poncela.
- Un marido de ida y vuelta (1939), de Enrique Jardiel Poncela.
- La venganza de Don Mendo (1941), de Pedro Muñoz Seca.